# Bolchevismo cultural
Bolchevismo Cultural (em alemão: Kulturbolschewismus), às vezes referido especificamente como "arte bolchevique" ou "música bolchevique", foi um termo amplamente utilizado por críticos na Alemanha Nazista para denunciar os movimentos modernistas nas artes, especialmente quando procuravam desacreditar formas mais niilistas de expressão. Isso se tornou um problema em 1925, ainda na Alemanha de Weimar. Artistas alemães como Max Ernst e Max Beckmann foram denunciados por nacionalistas de direita como "bolcheviques culturais". O termo propagandista persistiu mesmo após tais formas de arte terem sido desencorajadas na União Soviética sob Stalin como algo burguês, em favor da estética do realismo socialista.
Marxismo cultural é uma variante contemporânea do termo, usada para se referir à teoria da conspiração de extrema-direita do marxismo cultural antissemita.

## História
O desenvolvimento da arte moderna no início do século XX – com raízes que remetem à década de 1870 – indicava uma divergência revolucionária, dos valores artísticos tradicionais para aqueles com base nas percepções pessoais e sentimentos dos artistas. Esta rejeição da autoridade tradicional – intimamente ligada à Revolução Industrial e o avanço da democracia – foi emocionante para alguns, mas extremamente ameaçadora para os outros, visto que tirou a segurança que sentiam sob a velha ordem, e a própria coesão da cultura ocidental e da civilização parecia estar em perigo.
A ruptura modernista ocorreu quase concomitantemente à Revolução de Outubro na Rússia, e aqueles que se sentiram ameaçados pelo novo ponto de vista artístico associaram-lo com o grupo que saiu por cima após a revolução, os bolcheviques com sua filosofia política Marxista–Leninista. Na realidade, a ligação entre o modernismo e o bolchevismo era extremamente tênue, basicamente, uma questão de ambas existirem ao mesmo tempo, numa época instável na historia europeia. Ainda assim, alguns artistas na Europa Ocidental se inspiraram nos ideais revolucionários, tanto que o  artista dadaísta Richard Huelsenbeck declarou, em 1920, que o Dada foi um "caso alemão bolchevique."

A associação de arte nova com o bolchevismo circulou na direita e nos discursos nacionalistas nos anos seguintes; foi, por exemplo, o tema de um capítulo em Mein Kampf, de Adolf Hitler. Durante a ascensão de Hitler ao poder, os nazistas denunciaram uma série de estilos contemporâneos como "bolchevismo cultural," especialmente a arte abstrata e a arquitetura de Bauhaus. Após ver um colega espancado pelos nazistas por fazer comentários simpáticos a arte moderna, o tipógrafo Paul Renner publicou um ensaio contra a estética nazi estética intitulado "Kulturbolschewismus?" Ao mesmo tempo, Carl von Ossietzky zombou da flexibilidade do termo nos escritos nazistas:
O bolchevismo cultural é quando o maestro [Otto] Klemperer compõe tempos diferentes do seu colega [Guilherme] Furtwängler; quando um pintor acrescenta uma cor ao seu pôr do sol que não é vista na Transpomerânia; quando se favorece o controle de natalidade; quando se constrói uma casa com um telhado plano; quando uma parto por cesariana é mostrado na tela; quando se admira o desempenho de [Charlie] Chaplin e a magia matemática de [Albert] Einstein. Isso é chamado de bolchevismo cultural e um favor pessoal prestado ao Herr Stalin. É também a mentalidade democrática dos irmãos [Heinrich e Thomas] Mann, um pedaço de música de [Paulo] Hindemith ou [Kurt] Weill, e está para ser identificada com a histérica insistência de um homem louco por uma lei que lhe conceda permissão para casar-se com sua própria avó.
Uma vez no controle do governo, os nazistas suprimiram estilos de arte modernos e promoveram a arte nacional e com temas raciais. Várias personalidades da era Weimar, incluindo Renner, Huelsenbeck, e os designers da Bauhaus foram marginalizados.